# محاولة انقلاب 2006 في مدغشقر
في 17 نوفمبر 2006، وقعت محاولة انقلاب عسكري في مدغشقر، وذلك خلال الفترة التي سبقت انتخابات الرئاسة المدغشقرية المُقرّرة في 3 ديسمبر، عندما أعلن الجنرال المتقاعد أندريانافيديسوا، المعروف أيضًا باسم «فيدي» (والمدير العام السابق لمكتب المناجم الوطنية والصناعات الاستراتيجية، الأحكام العرفية في البلاد.
وطبقاً للسلطات القضائية، لم يُسمح لأندريانافيديسوا بالترشح للرئاسة بعد إخفاقه في دفع وديعة قدرها 25 مليون آرياي (11400 دولار أمريكي). كان أندريانافيديسوا قد دعم سابقًا الرئيس مارك رافالومانانا في مطالبته الناجحة بالرئاسة في أعقاب الانتخابات الرئاسية المتنازع عليها عام 2001.

## أحداث الانقلاب
أعلن الجنرال فيدي الأحكام العرفية وأقام قاعدة بالقرب من مطار إيفاتو الدولي في العاصمة أنتاناناريفو. وردت تقارير للشرطة عن إطلاق نار في وقت مبكر من صباح يوم 18 نوفمبر، ومقتل جندي وإصابة آخر. كان الرئيس رافالومانانا عائدا من فرنسا خلال الحادث وتم تحويل طائرته من أنتاناناريفو إلى ماهاجانجا.

## بعد الانقلاب
في 19 نوفمبر 2006، قالت الحكومة إنها تبحث عن اللواء فيدي، وأن عشرات الجنود كانوا متمركزين خارج منزله. وقال وزير الدولة للأمن العام لوسيان فيكتور رزاكانرينا لرويترز: «أصدرنا ملصق مطلوبين للجنرال فيدي بخصوص الهجوم على أمن الدولة. ذهبنا لاعتقال الجنرال فيدي لكنه لم يعد إلى منزله». وقال فيدي لرويترز عبر الهاتف: «أنا على قيد الحياة ولست مختبئا. لقد فهم الجنود والسياسيون الرسالة.» ولم يكشف عن مكانه.
في مقابلة إذاعية في 20 نوفمبر، قال فيدي، الذي لم يتم القبض عليه بعد، إن فكرة وقوع محاولة انقلاب كانت بمثابة تفسير خاطئ، لكنه أقرّ بأنه دعا إلى استقالة رافالومانانا لأنه اعتبر الحكومة غير دستورية. في 22 نوفمبر، حصل فيدي على دعم معظم المرشحين الـ 14 للرئاسة، الذين قالوا إنه يدافع عن الدستور ومصالح الأمة. بعد إجراء الانتخابات في 3 ديسمبر، حاولت الحكومة دون جدوى اعتقال بيتي راكوتونياينا، وهو أحد المرشحين، رغم نفيها أنها سعت إلى اعتقاله بسبب دعمه لفيدي.
عُرضت مكافأة قدرها 50 ألف دولار على اعتقال فيدي. قال رزاكانيرينا إن فيدي قد تم القبض عليه في 12 ديسمبر في أحد الفنادق، وأنه لم يقاوم. أثناء محاكمته، قال هو ومحاموه إنه لم يحاول الانقلاب، بل حاولوا بدلاً من ذلك تنبيه رافالومانانا إلى الوضع التي عليه القوات المسلحة. حُكم عليه بالسجن أربع سنوات في 2 فبراير 2007.